# تولیر
تولیر یک روستا در ایران است که در دهستان اجارود غربی واقع شده‌است. تولیر55 نفر جمعیت دارد.